# Гідронавт

ПЛБ "Бентос-300" №1.

Гідрона́вт (від грец. ὕδωρ — вода і лат. nauta — моряк; рос. гидронавт, англ. hydronaut, нім. Hydronaut) — фахівець, який виконує науково-дослідну або технічну роботу під водою, перебуваючи в умовах нормального (атмосферного) тиску всередині герметичного корпусу. 

## Загальний опис пілотованих підводних технічних засобів
Пілотовані підводні технічні засоби, залежно від конструктивних особливостей, поділяються на три основні типи:
- Нормобаричні — апарати, у яких у внутрішніх відсіках підтримується нормальний атмосферний тиск незалежно від глибини занурення;
- Гіпербаричні — апарати, в яких тиск усередині відсіків відповідає зовнішньому (забортному) тиску. Такі конструкції також відомі як «підводні будинки»;
- Комбіновані — апарати, що мають окремі відсіки з нормобаричним тиском, а інші — з гіпербаричним. Така схема дозволяє поєднувати переваги обох типів конструкцій.

У нормобаричних апаратах гідронавти дихають повітрям при атмосферному тиску, незалежно від глибини занурення.
У гіпербаричних апаратах (їх називають підводні будинки) акванавти дихають спеціальними газовими сумішами, які готують заздалегідь або формують безпосередньо у відсіках шляхом змішування кисню з інертними газами — азотом і гелієм — у пропорціях, що відповідають тиску на заданій глибині.
Нормобаричними є пілотовані підводні апарати та підводні лабораторії, що забезпечують розміщення науково-дослідного обладнання, а також створюють умови для життя й роботи екіпажа та групи гідронавтів-дослідників.

## Історія професії
Людству необхідні ресурси Світового океану, і для їх освоєння почали застосовувати пілотовану підводну техніку. Залежно від максимальної глибини занурення підводні апарати поділяють на:
- апарати малих глибин — до 100 м;
- апарати середніх глибин — від 100 до 2000 м;
- глибоководні апарати — понад 2000 м.[2]

Перший автономний пілотований підводний апарат (ППА) сконструював і побудував швейцарський учений Огюст Пікар у 1948 році. Це був батискаф FNRS-2, призначений для занурень на глибину кількох тисяч метрів. 
Упродовж наступного десятиліття було створено низку подібних батискафів. Зокрема, у 1953 році Жак-Ів Кусто здійснив занурення на батискафі FNRS-3 (глибина занурення — 4000 м), досягнувши позначки 1230 метрів.
У СРСР підводні дослідження розпочалися у 1953 році, коли Полярному науково-дослідному інституту морського рибного господарства й океанографії (ПІНРО) було передано гідростат ГКВ-6, спроєктований для потреб аварійно-рятувальної служби.
У 1958 році Всесоюзний науково-дослідний інститут рибного господарства й океанографії (ВНІРО) отримав перший науково-дослідний підводний човен «Сєвєрянка» (максимальна глибина занурення — 100 м). На ньому було здійснено десять рейсів.
Досвід експлуатації ГКВ-6 став основою для створення гідростата «Сєвєр-1» (глибина занурення — 600 м), спроєктованого у 1960 році. Наступним етапом стала розробка батиплана «Атлант-1», призначеного для буксирування судном (глибина занурення — 100 м).
З появою пілотованої підводної техніки виникла нова професія — гідронавт. Так стали називати фахівців, які працюють у апаратах із герметичним міцним корпусом, що ізолює екіпаж від впливу забортного середовища.
Екіпажі більшості сучасних ППА малочисельні — зазвичай вони складаються з 2–3 осіб. Винятками є:
- ППА «Сєвєр-2», розрахований на 5 осіб;
- підводна лабораторія «Бентос-300», здатна вміщувати до 12 осіб.

Капітан пілотованого підводного апарата повинен досконало знати будову всіх бортових механізмів і систем, а також володіти знаннями з підводної навігації, зв’язку, штурманської справи, водолазної підготовки. Він має бути водночас кваліфікованим механіком, гідроакустиком і океанологом, здатним оперативно ухвалювати рішення в умовах підвищеного ризику.
Першими гідронавтами зазвичай ставали проєктанти самих апаратів. Так, першим капітаном ППА «Сєвєр-2» став М. Діомидов — колишній заступник головного конструктора проєкту, а бортінженером — Ю. Тарасов, провідний конструктор групи.
Першим капітаном ППА «ТІНРО-2» став М. Гірс — провідний конструктор цього проєкту.

## Підготовка гідронавтів

Посвідчення гідронавта

У СРСР цивільними пілотованими підводними апаратами (ППА) володіли Академія наук СРСР, Міністерство рибного господарства та Міністерство газової промисловості. Підготовка гідронавтів у кожному відомстві здійснювалася самостійно, без єдиного державного стандарту.
У системі Міністерства рибного господарства для підготовки майбутніх гідронавтів було розроблено спеціальну навчальну програму, що завершувалася складанням кваліфікаційного іспиту.
Тим, хто успішно склав іспит, спеціальна відомча комісія видавала документ, що надавав право на самостійне керування підводним апаратом.
Екзаменаційна комісія складалася з головного конструктора та провідних фахівців, які безпосередньо займалися проєктуванням і будівництвом підводних апаратів. Очолював комісію керівник відділу техніки підводних досліджень.
Іспит складали не лише члени екіпажів, а й інженери та конструктори — усі, кому в ході ходових випробувань апарата могло знадобитися брати участь у зануреннях.
У 1974 році відбувся перший випуск фахівців, які пройшли навчання за програмою підготовки екіпажів пілотованих підводних апаратів і отримали кваліфікацію «Гідронавт 3 класу».
На території України (тоді — Українська РСР), у місті Севастополі, у 1975 році була створена Севастопольська філія Спеціального експериментально-конструкторського бюро промислового рибальства.
У 1977 році, відповідно до наказу Міністра рибного господарства СРСР № 47, філію було реорганізовано в Севастопольське експериментально-конструкторське бюро з підводних досліджень (СЕКБП).
У складі СЕКБП було створено Відділ підготовки гідронавтів (ВПГ), який відповідав за кваліфіковану підготовку екіпажів ППА та підводної лабораторії «Бентос-300». Кістяк ВПГ склали к.в.-м.н. Г.Трубчанін, В.Ніков і А.Земсков. ВПГ здійснював підготовку наступних категорій спеціалістів:
- гідронавтів — капітанів і членів екіпажів ППА та ПЛБ;
- гідронавтів-дослідників — наукових і технічних фахівців, які виконували підводні дослідження, експерименти та технічні роботи.

Кваліфікування гідронавта

Гідронавт (капітан або член екіпажу пілотованого підводного апарата (ППА) чи підводної лабораторії (ПЛБ)) повинен:
- знати будову та правила експлуатації ППА і ПЛБ, а також усіх технічних засобів, встановлених на них;
- володіти основами судноводіння та знаннями з безпеки мореплавства;
- дотримуватися правил техніки безпеки та вміти діяти в умовах аварійної ситуації для забезпечення живучості ППА, ПЛБ і судна-носія;
- мати підготовку з водолазної справи відповідно до програми підготовки водолаза-сумісника;
- володіти базовими знаннями з океанології, гідробіології, іхтіології, геології, морського права та організації служби на суднах-носіях.[14]

Крім того, гідронавт повинен уміти:
- керувати пілотованим підводним апаратом (ППА) і підводною лабораторією (ПЛБ) в будь-яких умовах;
- за потреби замінити будь-якого члена екіпажу;
- виконувати регламентні, підготовчі та ремонтні роботи;
- усувати несправності механізмів, систем і приладів;
- брати участь у заходах із підтримання живучості апарата, лабораторії та судна-носія.[14]

Кандидатами в гідронавти могли бути чоловіки віком до 35 років, які мали вищу технічну або середню спеціальну освіту, стаж роботи за спеціальністю не менше двох років, а також досвід плавання на морських суднах тривалістю щонайменше один рік. За станом здоров’я кандидати повинні були відповідати вимогам, установленим для водолазів.
Кандидатами в гідронавти-дослідники могли бути фахівці будь-якого профілю з вищою освітою, яким за характером службових обов’язків належало виконувати підводні дослідження, експерименти або випробування підводної техніки на пілотованих підводних апаратах (ППА) чи підводних лабораторіях (ПЛБ). Вимоги до віку та стану здоров’я відповідали тим, що висувалися до моряків морського флоту.
Навчання кандидатів у гідронавти поділялося на чотири етапи:
1. Теоретичні заняття — опанування дисциплін навчальної програми протягом усього курсу;
2. Практичні заняття — відпрацювання операцій з управління пілотованим підводним апаратом (ППА) біля причалу та в морі;
3. Іспити та заліки — проводилися після завершення теоретичного і практичного курсу;
4. Стажування — проходили слухачі, які успішно склали іспити та заліки, безпосередньо на ППА та підводній лабораторії (ПЛБ).

Знання експлуатаційних характеристик апаратів і всіх їхніх систем є обов’язковою умовою для гідронавтів, оскільки під час занурень, а також передспускових і післяспускових перевірок, профілактичних і регламентних робіт потрібна взаємозамінність членів екіпажів ППА та ПЛБ.
Іспити приймала атестаційна комісія, призначена власником апаратів. До її складу обов’язково входили:
- капітани-наставники ППА та ПЛБ;
- гідронавти і гідронавти-дослідники зі стажем роботи на апаратах понад 300 годин.

Після успішного складання іспитів кандидати направлялися на стажування на ППА та ПЛБ.
В процесі стажування гідронавти та гідронавти-дослідники повинні були відпрацювати під водою не менше 15 годин та здійснити 10 водолазних спусків і виходів із підводної лабораторії (ПЛБ).

Після успішного завершення стажування і отримання позитивної характеристики від капітанa-наставникa та начальника експедиції кандидатам присвоювалася початкова кваліфікаційна категорія — «Гідронавт 3 класу» або «Гідронавт-дослідник 3 класу».

Книжка гідронавта

Багаторічний досвід показав, що для підготовки висококваліфікованого капітана — гідронавта 1 класу — необхідно від 3 до 5 років.
З утворенням Відділу підготовки гідронавтів СЕКБП розпочалась системна підготовка гідронавтів для всіх відомств СРСР. У період з 1977 по 1991 рік Відділ підготовки  гідронавтів СЕКБП / Бази «Гідронавт» підготував:
- гідронавтів — 155 осіб (з них 104 — для  СЕКБП /Бази "Гідронавт", 51 — для інших відомств);
- гідронавтів-дослідників — 338 осіб (143 — для СЕКБП / Бази "Гідронавт", 205 — для інших відомств).[15]

## Твори чи публікації
- Документальний фільм "Гидронавты"/Реж. С.Хейфец,  ЦСДФ, 1990 р,— https://www.youtube.com/watch?v=zc0BqF7ADuY
- Документальний фільм "Подводные аппараты Базы "Гидронавт"/реж. С.Хейфец, к/ст. "Москва", 1991 р —. https://www.youtube.com/watch?v=RP5_ITtvUmY
- Журнал "Геологія і корисні копалини Світового океану", 2006 р., випуск №2, стор. 122—132  https://cyberleninka.ru/article/n/pidvodniy-naukovo-doslidniy-flot-ukrayini/viewer